# Lepilemur randrianasoli
Il lepilemure di Randrianasolo (Lepilemur randrianasoli Adriahlinirina et al., 2006) è una specie di lemure recentemente scoperta, endemica del Madagascar.
Il nome della specie è stato attribuito in onore al primatologo malgascio Georges Randrianasolo.

## Distribuzione
La specie è diffusa nella zona centro-occidentale dell'isola (nell'area compresa fra i fiumi Manambolo e Tsiribihina). Popola le zone di foresta decidua secca.

## Descrizione

### Dimensioni
Misura 49–56 cm di lunghezza, di cui poco meno della metà (26 cm circa) metà vanno attribuiti alla coda.

### Aspetto
Il pelo è grigio nella zona dorsale, con una gualdrappa rossiccia che dalla nuca ricopre le spalle e le zampe anteriori, oltre che il lato esterno delle zampe posteriori. Il muso è di color grigio scuro, mentre sulla gola è presente una striscia bianca a U: bianca è anche la zona attorno all'ano e la coda (che però ha sfumature giallastre.

La testa è grande ed a forma di triangolo rovesciato, con grandi occhi giallo-arancio cerchiati di nero.